# 周回展示
周回展示（しゅうかいてんじ）は、競艇の選手紹介を兼ねた試走（競馬のパドックに相当）である。

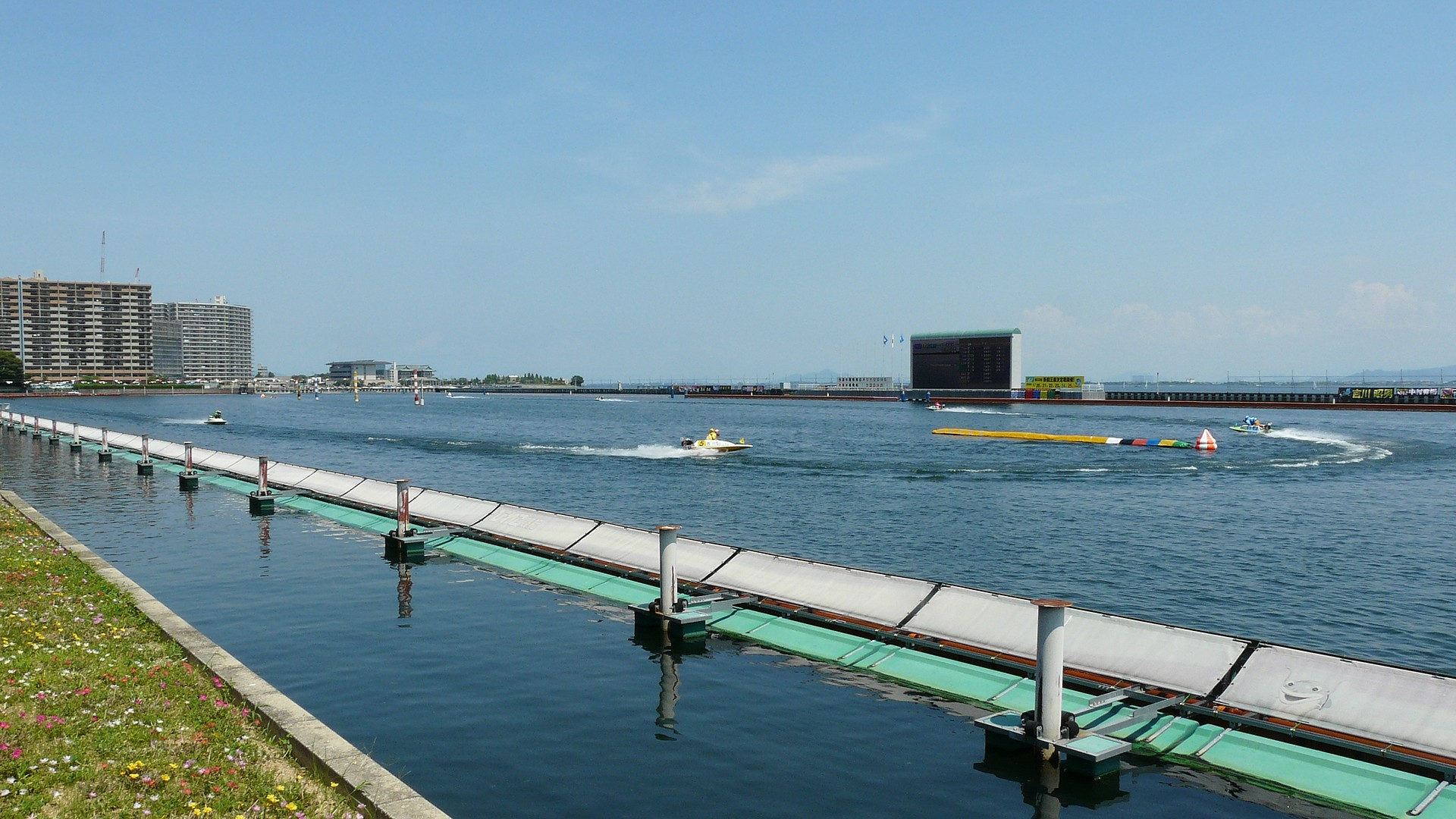
周回展示

競艇では前のレースが終了した後に、スタート展示というピットから待機行動、そしてスタートまでの実際のレースと同じ行程をこなすリハーサルを行ってから、出走番号（舟番）の若い順番に第2マークに集まって、1人ずつ2周回の展示航走を行う。選手は第2マークからスタートし、1周目の第1マーク→第2マーク→2周目の第1マークの順番で3回にわたってターンする。
観客はその3回のターンを見て選手のモーターやボートの調子を観察することになる。また2周目の第1マークを回った後の最後の直線150mの展示タイムを測定し、これを舟券発売中にモニターや大型ビジョンで放送される各種競技情報でチルト角度、部品の交換状況などといった各種レース情報資料として紹介される。
レース場によっては、前記展示タイムとは別の地点で計測されるタイム（一周タイム・回り足タイムなど）も併せて発表される。
以前、スタート練習（S練）が1991年3月からら2002年8月の一時期廃止され、この周回展示だけしか行われなかったことから「展示航走」といわれていたが、2002年8月にS練が「スタート展示」として再開されてからは名称が「周回展示」と変更された。
なお、悪天候時は周回展示が1周に短縮される場合がある。